# Pasażerowie z dyliżansu
Pasażerowie z dyliżansu (oryg. fr. Les voyageurs de l’impériale) – powieść Louisa Aragona wydana po raz pierwszy w 1942 w języku angielskim i w 1946 po francusku, trzeci tom cyklu Świat rzeczywisty. Koncepcja tego utworu wiązała się z osobistymi refleksjami autora wynikłymi z jego obserwacji postawy społeczeństwa francuskiego wobec wojny domowej w Hiszpanii i w przededniu II wojny światowej. Wpisując dzieło w cykl powieściowy, Aragon pragnął, aby pozostawało ono w silnym kontraście z utworem poprzednim, Pięknymi dzielnicami. Podczas gdy w dziele tym wskazywał oparty na własnych lewicowych przekonaniach politycznych wzorzec postępowania w życiu społecznym i osobistym, Pasażerowie z dyliżansu ukazywać mieli postawę, której autor przeciwstawiał się – dobrowolne wycofanie się z polityki i dążenie wyłącznie do realizacji doraźnych celów prywatnych.
Pierwsze wydanie polskie powieści ukazało się dopiero w 1960. Autorką przekładu tekstu była Eligia Bąkowska.

## Okoliczności powstania utworu
Louis Aragon pisał trzecią część Świata rzeczywistego pod wpływem osobistych przeżyć z lat 1936–1939. W październiku 1936 pisarz i jego żona Elsa Triolet należeli do delegacji Międzynarodowego Stowarzyszenia w obronie Kultury, która udała się do ogarniętej wojną domową Hiszpanii, aby przekazać twórcom hiszpańskim ufundowane przez organizację leki i książki. Pod wpływem doświadczeń z Hiszpanii Aragon kilkakrotnie wystąpił przeciwko przyjętej przez Francję polityce nieinterwencji w obronie Republiki Hiszpańskiej, osobno zaś z apelem do intelektualistów, by nie rezygnowali z udziału w życiu politycznym. Twierdził, że ich miejsce jest po stronie demokracji, obrony praw pracowniczych i socjalizmu. Takie samo przesłanie miała w jego zamiarach nieść powieść, jaką zaczął tworzyć, równolegle z Pięknymi dzielnicami, już po publikacji Dzwonów Bazylei. Równocześnie dzieło kontynuowało wątki podjęte już wcześniej w Świecie rzeczywistym – obraz francuskiego kapitalizmu, problem miejsca człowieka w społeczeństwie i postaw, jakie powinien w nim przyjmować. Jak tłumaczył autor w czerwcu 1949:

chciałem dać jeszcze inny obraz upadku francuskiej burżuazji wraz z portretem francuskiego indywidualisty, aby pokazać, jak indywidualizm doprowadza istotę ludzką do degradacji.

Indywidualizm w rozumieniu Aragona oznaczał przy tym postawę obojętności wobec otaczającego jednostkę społeczeństwa, przechodzący w obojętność wobec przynależności narodowej, a wreszcie odwrócenie się także od osób najbliższych. Pisarz nie ukrywał, że piętnując tego typu światopogląd w utworze ostatecznie zrywa również z poglądami, jakie wyznawał jako zwolennik i teoretyk surrealizmu.
Praca pisarska, rozpoczęta po powrocie z Hiszpanii, przeciągnęła się w ciągu kolejnych trzech lat, gdyż Aragon był równolegle zaangażowany w działalność polityczną we Francuskiej Partii Komunistycznej oraz w ruch antywojenny. Od 1 marca 1937 był również redaktorem naczelnym dziennika lewicowego Ce Soir; funkcję tę pełnił do zawieszenia gazety 25 sierpnia 1939. Dopiero w tym momencie pisanie Pasażerów z dyliżansu nabrało tempa. Między 25 sierpnia a 2 września Aragon skończył powieść, po czym natychmiast przesłał jeden z dwóch posiadanych egzemplarzy rękopisu wydawcy. Drugi zabrał ze sobą do wyznaczonej mu w czasie powszechnej mobilizacji jednostki wojskowej. Miał go przy sobie w czasie odwrotu wojsk francuskich z Dunkierki, przez którą dostał się do Wielkiej Brytanii. Ostatecznie powieść została pierwszy raz opublikowana w 1942 w Stanach Zjednoczonych, w przekładzie na język angielski. Pierwsze wydanie francuskie było możliwe dopiero w 1946.

## Treść
Akcja dzieła rozgrywa się między rokiem 1889 a wybuchem I wojny światowej.

### Część pierwsza
Średniozamożne małżeństwo Pauliny i Piotra Mercadierów, początkowo szczerze w sobie zakochane, z biegiem lat zamienia się w fikcję. Piotr, dawny nauczyciel historii i miłośnik sztuki, pragnąc jak najszybciej się wzbogacić zostaje spekulantem giełdowym i całkowicie przestaje interesować się rodziną, porzuca przyjaciół, zaniedbuje wychowanie syna Paskala, ciągle mając poczucie bezsensu życia.
W czasie wakacji w zamku Sainteville czterdziestoletni już Piotr nawiązuje romans z zubożałą arystokratką Blanką Pailleron, który kobieta zrywa, gdyż musi zajmować się samotnym wychowaniem córki. Epizod ten utrwala w nim przekonanie o absurdzie życia, opartego na hipokryzji i wzajemnym oszukiwaniu się. Na krótko wraca do rodziny, traci cały majątek w nowych spekulacjach, po czym porzuca żonę i dziecko w całkowitej nędzy.

### Część druga

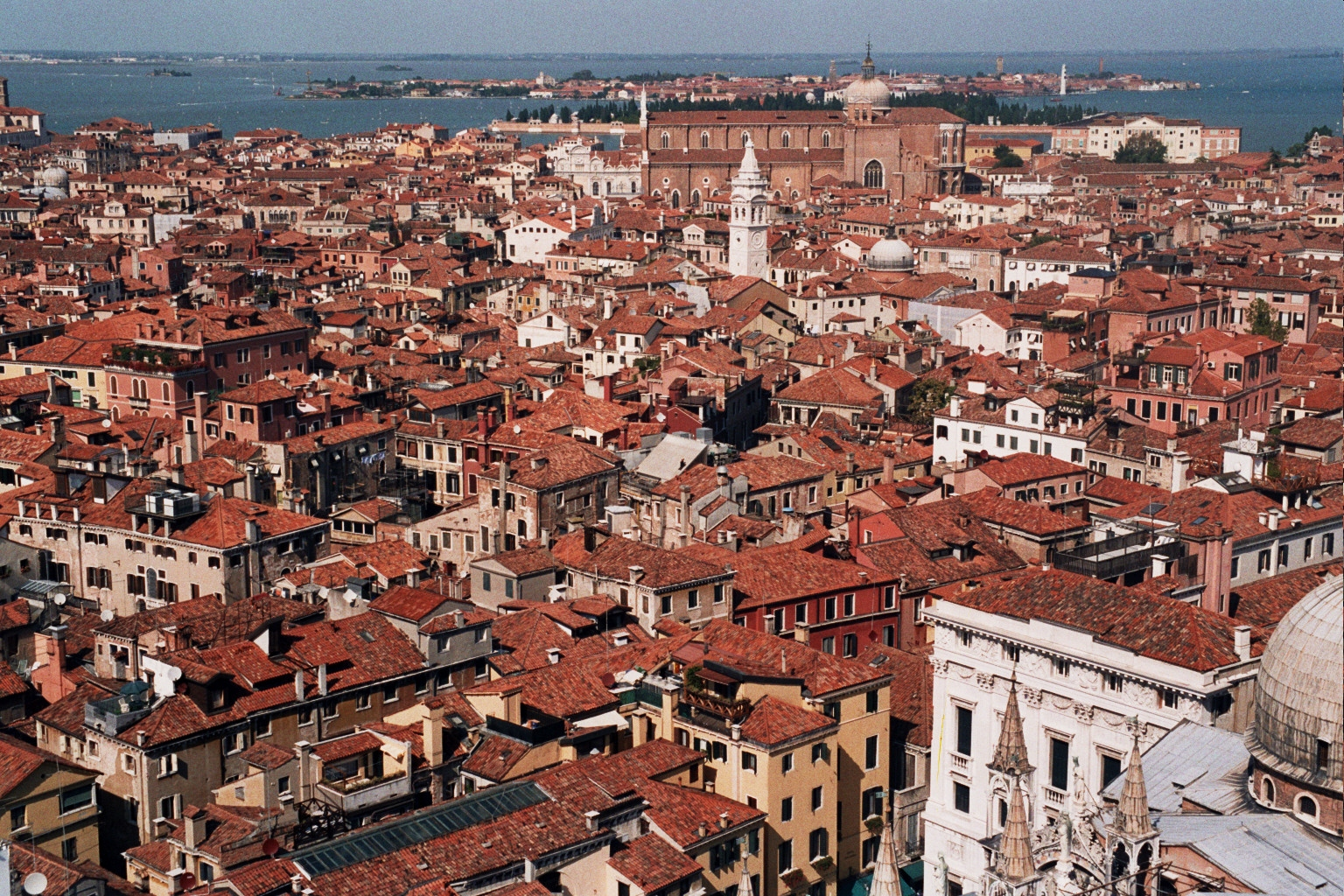
Panorama Wenecji. Wizyta w tym mieście i wspomnienie historii Włoch, zwłaszcza podbojów kondotierów, staną się dla Piotra Mercadiera inspiracją dla dalszego prowadzenia życia opartego wyłącznie na zaspakajaniu tymczasowych marzeń i potrzeb

Piotr podróżuje po Europie, stale obracając się w kręgach hazardzistów i graczy giełdowych, przyglądając się panującym w różnych krajach stosunkom społecznym, odwiedzając miejsca, o których dotąd tylko czytał jako historyk sztuki. Na krótko znajduje szczęście w platonicznym związku z Reginą, spotkaną w Monte Carlo, którą porzuca, gdy dowiaduje się, że równolegle była ona cudzą utrzymanką. Podróż pod Włoszech doprowadza go do utwierdzenia się w swoim egoizmie: przekonany, że nie może wzorem swoich przodków odegrać znaczącej roli w dziejach, postanawia od tej pory jedynie wędrować po świecie i zaspakajać doraźne pragnienia, niczym się nie interesując. Wyjeżdża do Egiptu, następnie do Ameryki; w ten sposób mija dziesięć lat. Z powodu nieudanej gry na giełdzie musi jednak powrócić do Francji zrujnowany. Po przyjeździe do Paryża dochodzi do wniosku, że jego wolność, o którą tak zabiegał, była ściśle związana z posiadanym majątkiem. Konstatacja ta sprawia, że pogrąża się w całkowitej apatii.

### Część trzecia

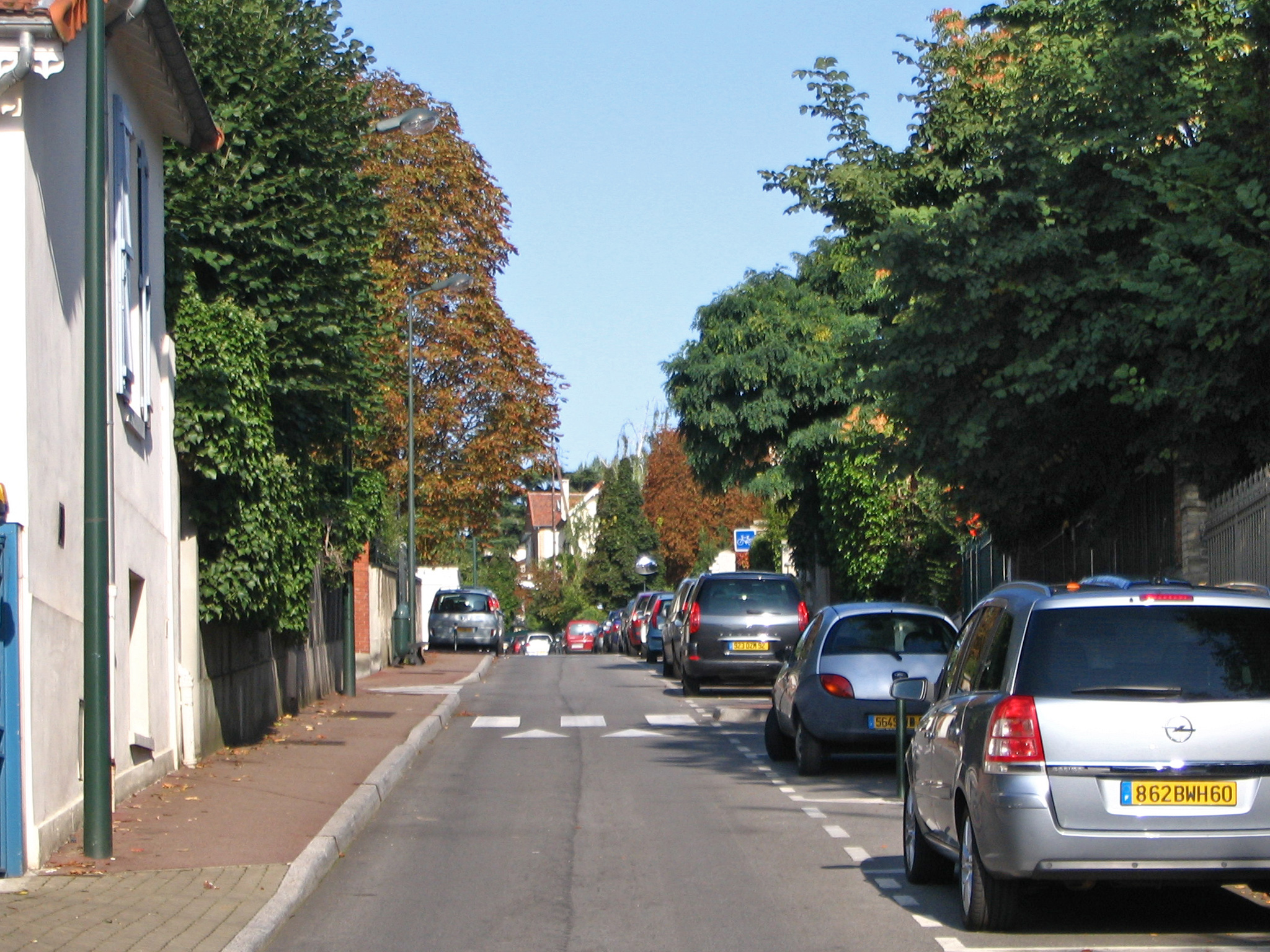
Widok Garches, miasteczka, w którym rozgrywa się trzecia część Pasażerów z dyliżansu

Mija kilka lat. Piotr, który stracił wszystkie pieniądze, zmuszony jest do przyjęcia posady nauczyciela gimnazjalnego, jaką uzyskuje dzięki pomocy starego znajomego. Żyje w całkowitej samotności, obojętnie traktuje zakochaną w nim Dorę, kobietę w jego wieku. Pogrążony w apatii, z czasem odnajduje jedyne szczęście w obserwowaniu swojego wnuka bawiącego się w parku.
W tym samym czasie jego syn Pascal, zmuszony do podjęcia pracy dla utrzymania siebie i matki, żeni się z przyjaciółką z dzieciństwa, której jednak nie potrafi uczynić szczęśliwą, powtarzając nieświadomie błędy swojego ojca. Pogrąża się w rozpaczy, gdy kobieta umiera. W tym czasie Piotr decyduje się na próbę kontaktu z synem, wysyła do niego list, jednak tego samego dnia, przebywając z Dorą w willi w Garches, umiera na atak paraliżu. Jest rok 1914: Pascal udaje się na wojnę, nigdy nie spotkawszy się ponownie z ojcem. Będąc żołnierzem, zastanawia się nad przyczynami wybuchu konfliktu: dochodzi do wniosku, że winien był indywidualizm poprzedniego pokolenia, którego przedstawiciele, chociaż widzieli zagrożenia wynikające z porządku społecznego, nie zaangażowali się w jego naprawę, pozwalając tym samym na katastrofę, jaką jest dla zwykłych ludzi wojna.

## Cechy utworu

### Tytuł
Zdaniem Bernarda Lecherbonniera tytuł utworu stanowił nawiązanie do metafory, za pomocą której Aragon przedstawiał w utworze swój pogląd w sprawie pozycji jednostki w społeczeństwie kapitalistycznym: całe życie jest jak dyliżans, zmierzający ku nieuchronnej stacji – śmierci. Jego drogę formują jednak różne czynniki, znane nielicznym spośród przebywających w środku pasażerów. Większość poddaje się okolicznościom bez refleksji nad ich przyczynami ani próby świadomego wpływu na nie. Inny pogląd reprezentują w tym zakresie Julian Rogoziński i Zofia Jaremko-Pytowska, dla których pasażerami dyliżansu są jedynie niektórzy ludzie – intelektualiści-indywidualiści, podobni do Piotra Mercadiera. Według Rogozińskiego

Wsadzając swoich podróżnych do dyliżansu, Aragon określił ich pozycję w historii. Znajdują się oni na jej marginesach, bocznych drogach, po których wlecze się staroświecki wehikuł, wioząc całe towarzystwo ku śmierci.

W ten sposób tytuł podkreśla ostrą krytykę postawy indywidualistycznej, która jest głównym tematem dzieła.

### Pasażerowie z dyliżansujako krytyka indywidualizmu

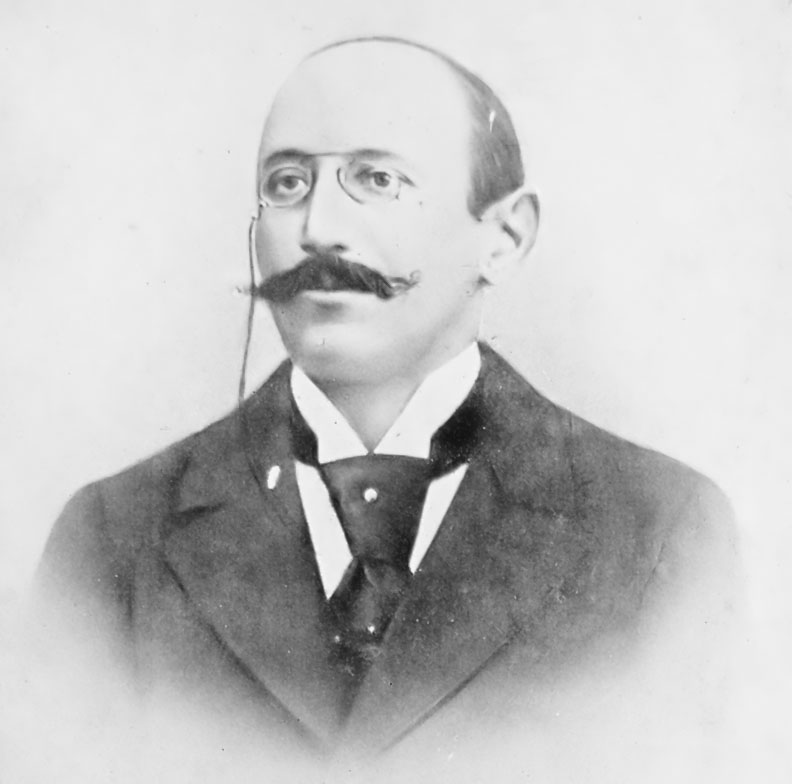
Alfred Dreyfus. Sprawa oskarżenia go o zdradę stanu zelektryzowała na dłuższy czas całą Francję, prowokując szereg publicznych debat, wystąpień i sporów. Fakt, iż Piotr Mercadier odmawia wypowiedzenia się za lub przeciw Dreyfusowi w prywatnej rozmowie, symbolizuje jego odcięcie się od problemów politycznych współczesnego mu społeczeństwa

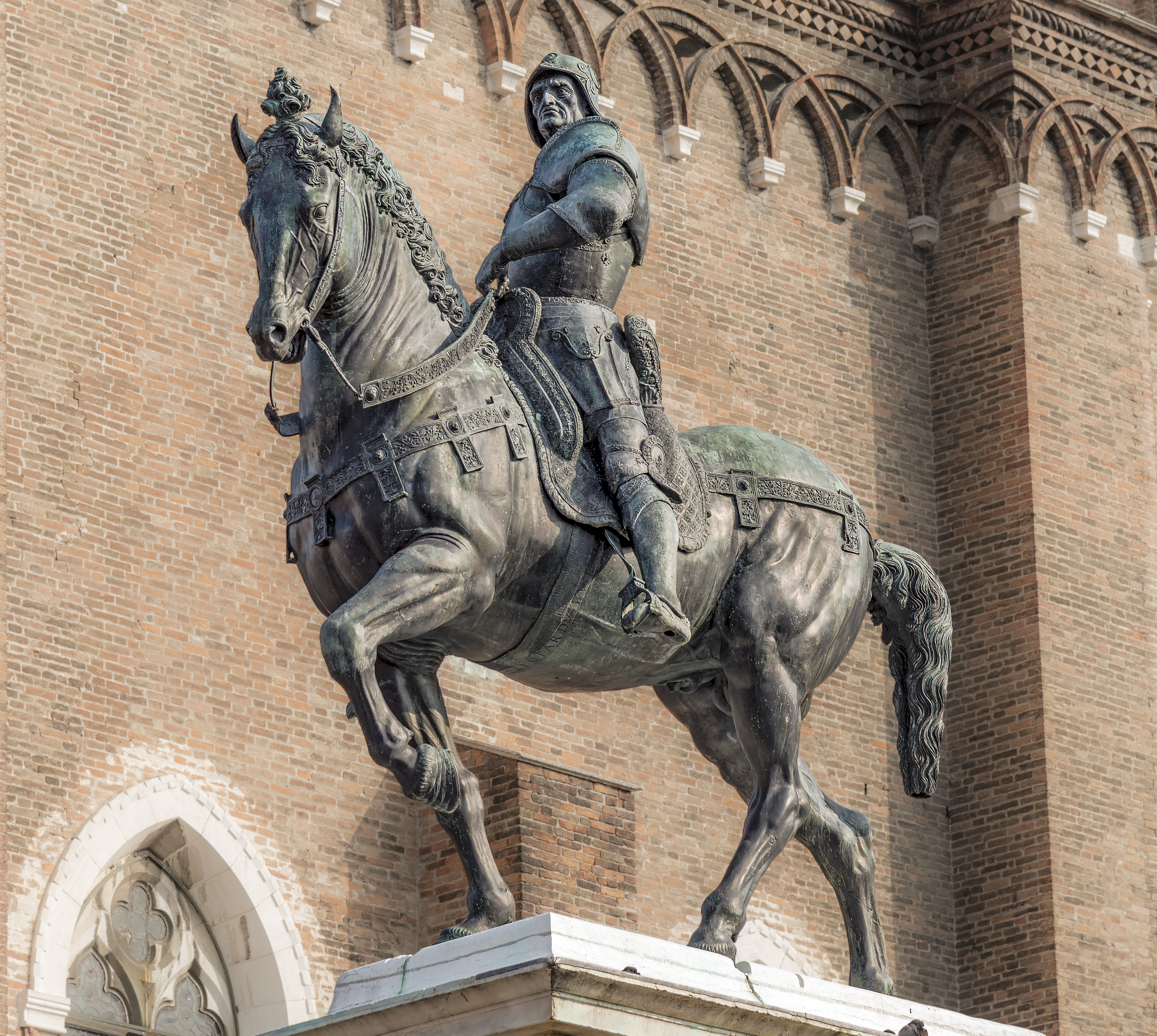
Pomnik kondotiera Colleoniego w Wenecji, opisywany w utworze. Przy nim Piotr Mercadier zastanawia się nad swoją własną wartością i utwierdza się w przekonaniu, iż jego dotychczasowe decyzje, w tym porzucenie rodziny, były słuszne. Colleoni staje się dla bohatera uosobieniem zwycięskiego egoizmu

Jednym z celów Aragona przy pisaniu Pasażerów z dyliżansu było wykazanie wyższości postawy zaangażowania społecznego nad izolowaniem się od problemów politycznych, skupianiem się na własnym szczęściu i różnie rozumianym rozwoju własnej osobowości. Po ukazaniu w pierwszych dwóch tomach przykładów postaci pozytywnych – Katarzyny Simonidze, a przede wszystkim Armanda Barbentane’a – dwa kolejne miały zostać poświęcone bohaterom traktowanym jako antyprzykłady postaw życiowych. Zdaniem Zofii Jaremko-Pytowskiej Piotr Mercadier, główny bohater Pasażerów z dyliżansu, stanowi „jedną z najposępniejszych i najbardziej drażniących” kreacji Aragona, ocenioną dalece surowiej, niż inny antyprzykład – tytułowa postać powieści Aurelian. Chcąc wzmocnić ideowy przekaz utworu, Aragon celowo dokonywał zresztą przerysowania postaci i nie krył pogardy dla postawy Mercadiera, co zdaniem tej samej autorki całkowicie przekazywał czytelnikom.
Ukazując kolejne klęski moralne Mercadiera – rozbicie rodziny, niezdolność do miłości, poczucie bezsensu podejmowanych działań – pisarz wskazuje reprezentowany przez bohatera wybujały indywidualizm jako praprzyczynę jego postępującego upadku. Główna postać Pasażerów z dyliżansu nie jest zainteresowana żadną aktywnością społeczną, skupia się wyłącznie na zachowaniu wolności własnej, którą pojmuje jako niepodejmowanie żadnych zobowiązań, a co za tym idzie – nieustanne wykluczanie się ze wszelkich społeczności i całkowitą samotność. Bohater ostentacyjnie ignoruje rozgrywające się w kraju i za granicą wydarzenia (afera Dreyfusa, ludobójstwo Ormian), nie chcąc nawet wyrazić swojego sądu na ich temat. Aragon nie wyklucza przy tym inteligencji Mercadiera ani jego zdolności do dokonywania – w ograniczonym zakresie – trafnej analizy społecznej. Bohater samodzielnie dochodzi do wniosku, iż całe społeczeństwo należy traktować jako serię zobowiązań, które zmuszają człowieka do działania w określony sposób: zalicza do nich zarówno przyjęte konwencje zachowań, podział klasowy społeczeństwa, a nawet tradycyjne formy relacji międzyludzkich jak małżeństwo i przyjaźń. Postać Piotra ukazuje próbę zwalczenia tych zobowiązań – bohater, dumny, iż w jego rodzinie byli poszukiwacze przygód i marynarze, pragnie żyć tak jak oni. Taka koncepcja społeczna nie wyklucza się z oceną marksistowską, z którą z kolei utożsamiał się Aragon.
Ukazując zrywanie bohatera z kolejnymi konwencjami społecznymi, Aragon podważa jednak wartość „wolności”, którą chlubi się bohater: podkreśla fakt, że działania Piotra, które on sam uważa za obrazoburcze i antyspołeczne, w rzeczywistości wpisują się w charakter społeczeństwa kapitalistycznego, czego Mercadier chciał przecież uniknąć. Bohater dokonuje wnikliwej obserwacji społeczeństwa i wykazuje istniejącą w nim hipokryzję i sztuczność, sam jednak pozostaje jego częścią, dążąc jak inni do wzbogacenia się (poprzez grę na giełdzie) i do sławy (pisząc biografię Johna Lawa). Jego refleksje ograniczają się do krytyki istniejącego stanu rzeczy bez zastanowienia się nad możliwymi zmianami na lepsze; pozostaje on bohaterem biernym. Symboliczną wymowę ma fakt, że na łożu śmierci Piotr jest w stanie wymówić tylko słowo polityka, zdając się pojmować wreszcie, jakimi środkami powinien był buntować się przeciw porządkowi społecznemu. Zgodnie z socjalistycznymi przekonaniami autora całe pokolenie bohatera zostaje uznane za stracone. Jego przedstawiciele woleli bowiem upominać się jedynie o wolność własną zamiast zaangażować się społecznie, w szczególności w walkę robotników. Interpretacji tej nie podziela J. Bernard. Uważa ona, że wymawianie w chwili śmierci bezsensownego dla bohatera słowa jest jedynie potwierdzeniem całkowitej klęski jego życiowych aspiracji.
Aragon podkreśla w Pasażerach z dyliżansu, że los Mercadiera nie był zdeterminowany jego pochodzeniem społecznym, lecz własnym wyborem stylu i celu życia. W odróżnieniu od poprzednich tomów cyklu pisarz ukazuje zarówno społeczne, jak i psychologiczne motywacje bohaterów, rezygnując z prostych zależności między ich środowiskiem a decyzjami życiowymi. Klęska Piotra wynika zatem z jego niezdolności dokonania pełnej analizy społecznej, ale również z osobistego egoizmu oraz płaskiego pojmowania pojęcia szczęścia. Nie oznacza to, że wielka polityka i historia nie miały żadnego wpływu na życie jednostki. Aragon podkreśla, że chociaż Mercadier ostentacyjnie się od nich odwracał, za każdym razem o jego osobistych losach decydowały wydarzenia „wielkoświatowe” – panująca postawa pędu ku bogactwu formuje jego światopogląd, zaś finansowa afera panamska przesądza o utracie przezeń ostatnich funduszy.
Zwieńczeniem krytyki indywidualizmu w rozumieniu Aragona jest finał dzieła, w którym Paskal Mercadier przed udaniem się na wojnę czyta niedokończoną biografię Lawa pisaną przez praktycznie nieznanego mu ojca i dzięki niej może przynajmniej częściowo zrozumieć jego światopogląd. Dochodzi wówczas do wniosku, że to właśnie reprezentowana przez poprzednie pokolenie intelektualistów postawa izolowania się od życia społecznego sprawiła, że wybuchła wojna światowa. Ludzie, którzy mogli naprawiać wady panującego porządku i zapobiec eskalacji międzynarodowych konfliktów, woleli zabiegać o pełną swobodę postępowania i nie angażować się w politykę. Gwałtowne potępienie postawy ojca, jakie wypowiada Paskal, jest również ostatecznym przesłaniem utworu. Stąd też Garaudy określa Pasażerów z dyliżansu jako powieść o odpowiedzialności – podstawowej zasadzie w relacjach międzyludzkich oraz społecznych. Podkreślając wpływ, jaki postawy poszczególnych jednostek mogą mieć wpływ na całe społeczności, zdaniem tego autora Aragon ukazuje dramatyczne skutki ludzkiego egoizmu zarówno w skali mikro (tragedie rodzinne), jak i makro (konflikty międzynarodowe).
Odmienną interpretację dzieła przedstawiła Jacqueline Bernard. Jej zdaniem utwór wykracza poza założone przez autora ramy, a ukazany w nim stosunek do indywidualizmu i poszukiwania absolutnej wolności okazuje się bardziej niejednoznaczny niż twierdził sam autor. Autorka ta twierdzi, że Aragon był w trakcie pisania dzieła nadal zafascynowany poszukiwaniem pełnej swobody jednostki, chociaż w swoich publicznych wypowiedziach potępiał taką postawę. Dlatego w utworze dokonał bardziej szczegółowej analizy psychologicznej postaci bohatera negatywnego niż w przypadku postaci ukazywanych jako wzorce postępowania.

### Pasażerowie z dyliżansujako analiza społeczna
W Pasażerach z dyliżansu Aragon pragnął zamieścić kolejną, pogłębioną analizę działania świata kapitalistycznego, ze szczególnym wskazaniem na ukazanie dominującej roli pieniądza w kształtowaniu losu człowieka. Nawiązywał do twórczości Honoriusza Balzaka i tych jego dzieł, których bohaterami byli bankierzy, lichwiarze i skąpcy (Eugenia Grandet, Gobseck, Bank Nucingena). Pieniądz pojawiał się jednak w dziele w podwójnym kontekście – jako motor aktywności ludzkiej w społeczeństwie kapitalistycznym i jako czynnik odbierający człowiekowi jego naturalne przymioty i uczucia. Krytykując współczesne mu społeczeństwo, Mercadier nieświadomie przejmuje najpowszechniejszą w nim ambicję – chęć wzbogacenia się, którą realizuje poprzez hazard. Jego indywidualizm uniemożliwia mu jednak skupienie się na oszczędzaniu i gromadzeniu kapitału, co również postrzega jako ograniczenie wolności jednostki – choć z drugiej strony widzi, że tylko bogactwo umożliwiłoby mu pełną realizację własnych pragnień. Wyrazem drugiego znaczenia pieniądza jest postać staruszki uzależnionej od gry w kasynie, jaką główny bohater spotyka w Monte Carlo. Kobieta nie posiada już żadnych uczuć, pragnie jedynie stale uczestniczyć w grze.
Jednoznaczna interpretacja społeczna zaprezentowana przez Aragona sprawiła, że Pasażerowie z dyliżansu, podobnie jak inne utwory Świata rzeczywistego, jest zaliczana do utworów reprezentujących realizm socjalistyczny. Bernard uważa przy tym, że choć sam pisarz kwalifikował dzieła do tego nurtu i uważał go za najbardziej potrzebny we współczesnej mu literaturze, jego utwory wykraczają poza standardy socrealizmu lansowanego w Związku Radzieckim.

### Pasażerowie z dyliżansujako powieść o miłości
Pasażerowie z dyliżansu są równocześnie analizą zdolności człowieka do miłości. Główny bohater utworu kilkakrotnie przeżywa namiętną miłość: jako młody człowiek, jako czterdziestolatek, wreszcie staje się obiektem szalonego uczucia starej już Dory, właścicielki domu publicznego. Powieść stawia pytanie, czy prawdziwa miłość jest w ogóle możliwa, czy też jest jedynie konstruktem literackim, tworzącym się w ludzkiej wyobraźni. Zdaniem Lecherbonniera, Aragon zestawia ze sobą namiętność i romantyzm „zakazanych” związków pozamałżeńskich, kontrastując je z rzeczywistością małżeństwa, zabijającego pierwotnie wielkie uczucie. Twierdzi, że powstanie instytucji małżeństwa jest jednym ze środków walki opresyjnie zbudowanego społeczeństwa z prawdziwą ludzką psychologią, a także z dążeniem jednostki do szczęścia. Jedyną miłością idealną, która jest praktycznie możliwa do zrealizowania, okazuje się być miłość opiekuńcza, jaką Dora obdarza w finale utworu sparaliżowanego, umierającego Piotra – sytuacja taka jest jednak możliwa tylko dlatego, że Piotr nie był już w stanie sam podejmować żadnych działań ani niczemu się przeciwstawić. Garaudy podkreśla natomiast związek niezdolności do miłości z dehumanizacją człowieka, jaką wywołuje ślepa pogoń za pieniądzem i równie nieliczące się z konsekwencjami skupienie się wyłącznie na osobistej swobodzie.

### Konstrukcja utworu
Pasażerów z dyliżansu uważa się za ważny etap w rozwoju Aragona jako powieściopisarza. Po raz pierwszy w jego twórczości charakterystyka postaci i ich działań opierała się w równych proporcjach na czynnikach wewnętrznych (psychologicznych) i zewnętrznych (społecznych). W ten sposób jego bohaterowie w zdecydowanie mniejszym stopniu niż w utworach poprzednich są zdeterminowani przez swoje środowisko i przewidywalni w postępowaniu. Zdaniem Jacqueline Bernard dzieło posiada również cechy roman noir oraz opowiadania fantastycznego. Autorka ta wskazuje, że Pasażerowie z dyliżansu są w dużej mierze utworem traktującym o przemianie świata uporządkowanego i zorganizowanego wokół ogólnie przyjętych wartości w chaos. Przyczyną tego jest postawa Piotra Mercadiera, który z przyczyn zupełnie nieracjonalnych postanawia zerwać ze wszystkimi regułami, jakimi dotąd się kierował, co musi zakończyć się osobistą klęską. Autorka ta podkreśla również specyficzny sposób opisywania kolejnych miejsc akcji, który podkreśla postępujący upadek bohatera.
Przemiany w myśleniu i postępowaniu postaci wyraża również sposób prowadzenia narracji. Część pierwsza, w której Piotr Mercadier działa jeszcze w społeczeństwie, składa się z szeregu krótkich epizodów i wątków pobocznych, które pozwalają zorientować się w charakterze panujących stosunków społecznych. Fragment ten redagowany jest w stylu zbliżonym do dziewiętnastowiecznej francuskiej powieści realistycznej. W części drugiej narrator skupia się na oddawaniu refleksji Mercadiera, powstających pod wpływem jego kolejnych podróży. Czas powieściowy w tym momencie praktycznie się zatrzymuje. Trzecia część dzieła nawiązuje do struktury powieści naturalistycznej.